# Pseudocyclosorus latilobus
Pseudocyclosorus latilobus là một loài thực vật có mạch trong họ Thelypteridaceae. Loài này được (Ching) Ching miêu tả khoa học đầu tiên năm 1963.